# Tom Clancy's Ghost Recon: Predator
Tom Clancy's Ghost Recon: Predator est un jeu de tir tactique développé par Virtuos et édité par Ubisoft, sorti en 2010 sur PlayStation Portable.

## Accueil
- Jeuxvideo.com : 9/20[1]